# Huadanosaurus sinensis
Huadanosaurus sinensis is een vleesetende theropode dinosauriër, behorend tot de Coelurosauria, die tijdens het vroege Krijt leefde in het gebied van het huidige China. Het is de typesoort van het geslacht Huadanosaurus.

## Vondst en naamgeving
Bij Dawangzhangzi in Liaoning werd een skelet van een kleine theropode gevonden. Het werd toegevoegd aan de collectie van het Institute of Vertebrate Paleontology and Paleoanthropology te Beijing. Het werd daar geprepareerd door Li Yutong.
In 2025 werd de typesoort Huadanosaurus sinensis benoemd en beschreven door Qiu Rui, Wang Xiaolin, Jiang Shunxing, Meng Jin en Zhou Zhonghe. De geslachtsnaam is afgeleid van het Chinees huadan, "jubileum", een verwijzing naar het zeventigjarige jubileum van de paleontologische tak van de Chinese academie van wetenschappen. De soortaanduiding verwijst naar de herkomst uit China. De Life Science Identifiers zijn 9AC095B9-CC01-43C7-8470-B29D14A72E9B voor het geslacht en BCB3196D-3204-47E2-8681-38D4CAE9BA9A voor de soort.
Het holotype, IVPP V 14202, is gevonden in de Dawangzhangzibedden van de Yixianformatie. Er is sinds 1990 zeer intensief geologisch onderzoek verricht naar de ouderdom van deze lagen met vaak een omstreden uitkomst. In het beschrijvende artikel baseert men zich op recente studies die concluderen dat alle vondsten uit de formatie afkomstig zijn uit een zeer kort interval met een duur van nog niet één miljoen jaar, vermoedelijk 125 miljoen jaar oud, het laatste Barremien. Het bestaat uit een vrijwel volledig skelet met schedel, platgedrukt op een plaat. Alleen de voeten en de staartpunt ontbreken. Het betreft wellicht een jong dier.

## Beschrijving
Het holotype is ongeveer een meter lang. Het kan zijn dat de volwassen grootte hoger ligt.
De beschrijvers stelden enkele onderscheidende kenmerken vast. Het zijn autapomorfieën, unieke afgeleide eigenschappen. Er bevindt zich een grote ovale uitholling tussen de voorrand van de uitholling rond de fenestra antorbitalis en het bovenkaaksbeen. Het traanbeen toont een grote insparing. Het dentarium heeft aan de achterste onderrand een U-vormige vork. De fenestra mandibularis, het venster in de buitenwand van de onderkaak, is klein en halvemaanvormig. De draaier, de tweede halswervel, heeft een waaiervormig doornuitsteeksel. De achterste halswervels hebben sterk horizontaal verlengde wervellichamen. De voorste halswervels hebben kleine pleurocoelen, pneumatische uithollingen in de zijwanden. Het ravenbeksbeen is overdwars verbreed en niet ovaalvormig. Het darmbeen heeft een goed ontwikkelde kam boven het heupgewricht. Het zitbeen bezit een processus obturatorius die 70% van de lengte heeft van de schacht. Het scheenbeen is 30% langer dan het dijbeen.

## Fylogenie
De plaatsing van Huadanosaurus is problematisch. Dergelijke vormen werden tot nu toe in de Compsognathidae ondergebracht. De beschrijvers volgen echter de hypothese van Andrea Cau dat veel traditionele compsognathiden de jongen zijn van grotere Tetanurae. Zijn dataverzameling werd hiervoor gecorrigeerd door OPG: Ontogenetic State Partitioning. Na dat proces valt Huadanosaurus in een klade waar Compsognathus zelf buiten valt en waarvoor de beschrijvers de term Sinosauropterygidae gebruiken.